# Hans Peter Repnik
Hans Peter Repnik, nemški politik, * 27. maj 1947, Konstanca, Nemčija, † 5. april 2025, Singen, Nemčija.

## Odlikovanja in nagrade
Leta 1996 je prejel srebrni častni znak svobode Republike Slovenije z naslednjo utemeljitvijo: »za zasluge v dobro Sloveniji, za njen razvoj in napredek, in še posebej za njeno mednarodno uveljavljanje«.